# 河哇遗址
河哇遗址，位于中国青海省循化县文都乡河哇村，为青海省市县级文物保护单位，公布日期为1987年5月12日，类型为古遗址。
河哇遗址的历史年代为卡约文化。